# Les Clayes-sous-Bois
Les Clayes-sous-Bois là một xã thuộc tỉnh Yvelines, trong vùng Île-de-France, Pháp.
Người dân địa phương trong tiếng Pháp gọi là Clétiens.
Các xã giáp ranh là: Chavenay về phía bắc, Villepreux về phía đông bắc, Bois-d'Arcy về phía đông-đông-nam, Élancourt về phía nam và Plaisir về phía tây-tây-nam.

## Khí hậu
| Tháng                                            | T1 | T2 | T3 | T4 | T5 | T6 | T7 | T8 | T9 | T10 | T11 | T12 | Năm  |
| ------------------------------------------------ | -- | -- | -- | -- | -- | -- | -- | -- | -- | --- | --- | --- | ---- |
| Nhiệt độ trung bình cao nhất (°C)                | 6  | 7  | 11 | 14 | 18 | 21 | 24 | 24 | 21 | 15  | 9   | 7   | 14,8 |
| Nhiệt độ trung bình thấp nhất (°C)               | 1  | 1  | 3  | 6  | 9  | 12 | 14 | 14 | 11 | 8   | 4   | 2   | 7,1  |
| Nhiệt độ trung bình (°C)                         | 4  | 4  | 7  | 10 | 14 | 17 | 19 | 19 | 16 | 12  | 7   | 5   | 11,2 |
| Source: Climatologie mensuelle - Trappes, France |    |    |    |    |    |    |    |    |    |     |     |     |      |

## Thông tin nhân khẩu
| 1793 | 1800 | 1806 | 1821 | 1831 | 1836 | 1841 | 1846 | 1851 |
| ---- | ---- | ---- | ---- | ---- | ---- | ---- | ---- | ---- |
| 254  | 264  | 289  | 275  | 257  | 261  | 264  | 268  | 273  |

| 1856 | 1861 | 1866 | 1872 | 1876 | 1881 | 1886 | 1891 | 1896 |
| ---- | ---- | ---- | ---- | ---- | ---- | ---- | ---- | ---- |
| 248  | 315  | 255  | 283  | 292  | 289  | 288  | 305  | 290  |

| 1901 | 1906 | 1911 | 1921 | 1926 | 1931  | 1936  | 1946  | 1954  |
| ---- | ---- | ---- | ---- | ---- | ----- | ----- | ----- | ----- |
| 306  | 315  | 315  | 319  | 810  | 1 453 | 1 796 | 2 113 | 2 590 |

| 1962                                         | 1968  | 1975   | 1982   | 1990   | 1999   | - | - | - |
| -------------------------------------------- | ----- | ------ | ------ | ------ | ------ | - | - | - |
| 6 079                                        | 9 954 | 14 695 | 17 158 | 16 819 | 17 059 | - | - | - |
| Số liệu kể từ 1962 : dân số không tính trùng |       |        |        |        |        |   |   |   |

## Các thị trưởng

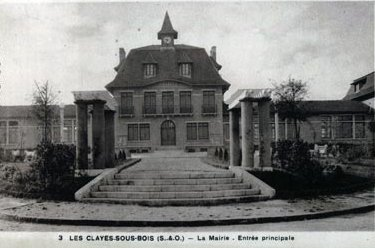
Tòa thị chính, xây năm 1930

| Danh sách các thị trưởng               |           |                        |      |                                          |
| Giai đoạn                              | Giai đoạn | Tên                    | Đảng | Tư cách                                  |
| 2001                                   | 2014      | Véronique Cote-Millard | UMP  | suppléante du député Jacques Masdeu-Arus |
| Tất cả các dữ liệu trước đây không rõ. |           |                        |      |                                          |